# Live at Grimey's
Live at Grimey's és un àlbum en directe de la banda estatunidenca Metallica publicat l'any 2010. L'àlbum es va enregistrar en directe al concert realitzat el 12 de juny de 2008 a The Basement, al soterrani del local Grimey's New & Preloved Music de Nashville (Tennessee), just abans de la seva aparició al Bonnaroo Music Festival. Es va publicar en dos formats diferents, en CD i vinil, i estigué disponible en botigues independents de discos i mitjançant el web oficial de la banda.

## Llista de cançons
| Núm.          | Títol                       | Durada |
| ------------- | --------------------------- | ------ |
| 1.            | «No Remorse»                | 4:54   |
| 2.            | «Fuel»                      | 4:28   |
| 3.            | «Harvester of Sorrow»       | 6:18   |
| 4.            | «Welcome Home (Sanitarium)» | 7:29   |
| 5.            | «For Whom the Bell Tolls»   | 9:52   |
| 6.            | «Master of Puppets»         | 8:45   |
| 7.            | «Sad but True»              | 5:51   |
| 8.            | «Motorbreath»               | 3:13   |
| 9.            | «Seek & Destroy»            | 7:51   |
| Durada total: | Durada total:               | 58:41  |

## Crèdits
- James Hetfield – cantant, guitarra rítmica
- Kirk Hammett – guitarra solista
- Robert Trujillo – baix
- Lars Ulrich – bateria